# حجرتان وصالة (رواية)
حجرتان وصالة هي روايةٌ للكاتب المصري إبراهيم أصلان الذي وُلد بمدينة طنطا بمحافظة الغربية في عام 1935.

## المحتوى
تضمُّ رواية حُجرتان وصالة  ثماني وعشرين حكاية منزلية عن زوجين، أودع فيها أصلان خبرة نادرة في تخليق نوع من القصص.